# Redukcja Pohliga-Hellmana
Redukcja Pohliga-Hellmana jest metodą obliczania logarytmu dyskretnego w ciele skończonym GF(p) wymyśloną przez Stephena Pohliga i Martina Hellmana.
Jeżeli mamy ciało skończone o {\displaystyle p} elementach, rząd jego grupy multiplikatywnej wynosi {\displaystyle p-1.} Szukamy takiego {\displaystyle x,} że: {\displaystyle g^{x}=h,} gdzie {\displaystyle g} jest generatorem grupy multiplikatywnej tego ciała, a {\displaystyle h} elementem tego ciała.
KROK 1: Redukujemy DLP (ang. discrete logarithm problem) do analogicznego zagadnienia w grupach rzędu {\displaystyle p^{a}}
{\displaystyle |G|=|F_{p}^{*}|=p-1=p_{1}^{\alpha _{1}}\cdot p_{2}^{\alpha _{2}}\cdot \ldots \cdot p_{n}^{\alpha _{n}}.}
Dla każdego {\displaystyle p_{i}} obliczamy:
{\displaystyle r_{i}={\frac {|G|}{p_{i}^{\alpha _{i}}}}.}
Z kongruencji:
{\displaystyle (g^{x})^{r_{i}}\equiv h^{r_{i}}{\pmod {p}}}
możemy łatwo otrzymać układ kongruencji:
{\displaystyle x\equiv x_{i}{\pmod {p_{i}^{\alpha _{i}}}}}
(poszczególne {\displaystyle x_{i}} można otrzymać jako {\displaystyle x_{i}=x\mod p^{\alpha _{i}}}),
które następnie możemy rozwiązać przy pomocy chińskiego twierdzenia o resztach.
KROK 2: Jeżeli w rozkładzie {\displaystyle p-1} występuje jakaś duża potęga liczby pierwszej {\displaystyle q^{\alpha },} redukujemy DLP w grupie rzędu {\displaystyle q^{\alpha }} do kilku problemów w grupach rzędu {\displaystyle q{:}}
Przyjmijmy {\displaystyle q:=p_{i}} i
{\displaystyle a:=g^{r_{i}}{\pmod {p}}}
oraz
{\displaystyle b:=h^{r_{i}}{\pmod {p}}.}
Wówczas:
{\displaystyle a^{m_{0}+m_{1}q+\ldots +m_{\alpha -1}q^{\alpha -1}}\equiv b{\pmod {p}}.}
Podnosząc obie strony kongruencji do potęgi {\displaystyle q^{\alpha -1},} możemy obliczyć {\displaystyle m_{0},} następnie znów zapisujemy kongruencję:
{\displaystyle a^{m_{1}q+\ldots +m_{\alpha -1}q^{\alpha -1}}\equiv ba^{-m_{0}}{\pmod {p}}}
i podnosząc obie strony do potęgi {\displaystyle q^{\alpha -2},} otrzymamy {\displaystyle m_{1}} itd.
Mając wszystkie {\displaystyle m_{i},} otrzymamy:
{\displaystyle x\equiv m_{0}+m_{1}q+\ldots +m_{\alpha -1}q^{\alpha -1}{\pmod {q^{\alpha }}}.}
Redukcja P-H pozwala na szybkie rozwiązanie DLP, o ile {\displaystyle p-1} ma w rozkładzie na czynniki pierwsze małe liczby pierwsze. Stąd jeżeli kryptosystem oparty na zagadnieniu logarytmu dyskretnego ma być bezpieczny, jeżeli opiera się na grupach {\displaystyle GF(p),} to {\displaystyle p-1} musi mieć w rozkładzie na czynniki pierwsze co najmniej jedną dużą liczbę pierwszą. Stąd często obiera się jako {\displaystyle p} liczbę postaci {\displaystyle 2q+1,} gdzie zarówno {\displaystyle p,} jak i {\displaystyle q} są pierwsze. {\displaystyle p,} które posiadają taką własność, nazywa się liczbami pierwszymi Sophie Germain.